# Palapa B2
O Palapa B2 foi um satélite de comunicação geoestacionário indonésio da série Palapa construído pela Hughes, ele era para ter sido operado pela Telkom. O satélite foi baseado na plataforma HS-376 e sua expectativa de vida útil era de 10 anos. Devido a uma falha ele não conseguiu alcançar a órbita desejada e não pôde entrar em operação.

## Lançamento
O satélite foi lançado com sucesso ao espaço no dia 3 de fevereiro de 1984, abordo do ônibus espacial Challenger durante a missão STS-41-B, a partir da Estação da Força Aérea de Cabo Canaveral, na Flórida, EUA, juntamente com os satélites Westar 6, IRT e SPAS 01A. Ele tinha uma massa de lançamento de 1.200 kg.

## Capacidade e cobertura
O Palapa B2 era equipado com 24 transponders em banda C para fornecer serviços de comunicações para a região da Ásia-Pacífico.

## Falha e recuperação
O Palapa B2 foi colocado em uma órbita indevida quando o motor de perigeu, fornecido por um fabricante externo, falhou. Em novembro de 1984, durante a missão STS-51-A do ônibus espacial Discovery, o Palapa B2 foi recuperado e ele retornou para a Terra para as seguradoras. A Hughes remodelado o satélite, que, eventualmente, foi vendido novamente para a Indonésia. Renomeado para Palapa B2R, o satélite foi relançada com sucesso em abril de 1990 por meio de um veículo Delta-6.925-8.